# S/2011 J 3
S/2011 J 3 är en av Jupiters månar. Den upptäcktes år 2011 av Scott S. Sheppard. S/2011 J 3 är cirka 3 kilometer i diameter och roterar kring Jupiter på ett avstånd av cirka 11 829 000 kilometer.
S/2011 J 3 har ännu inte fått något officiellt namn.